# Casimiro Florencio Granzow de la Cerda

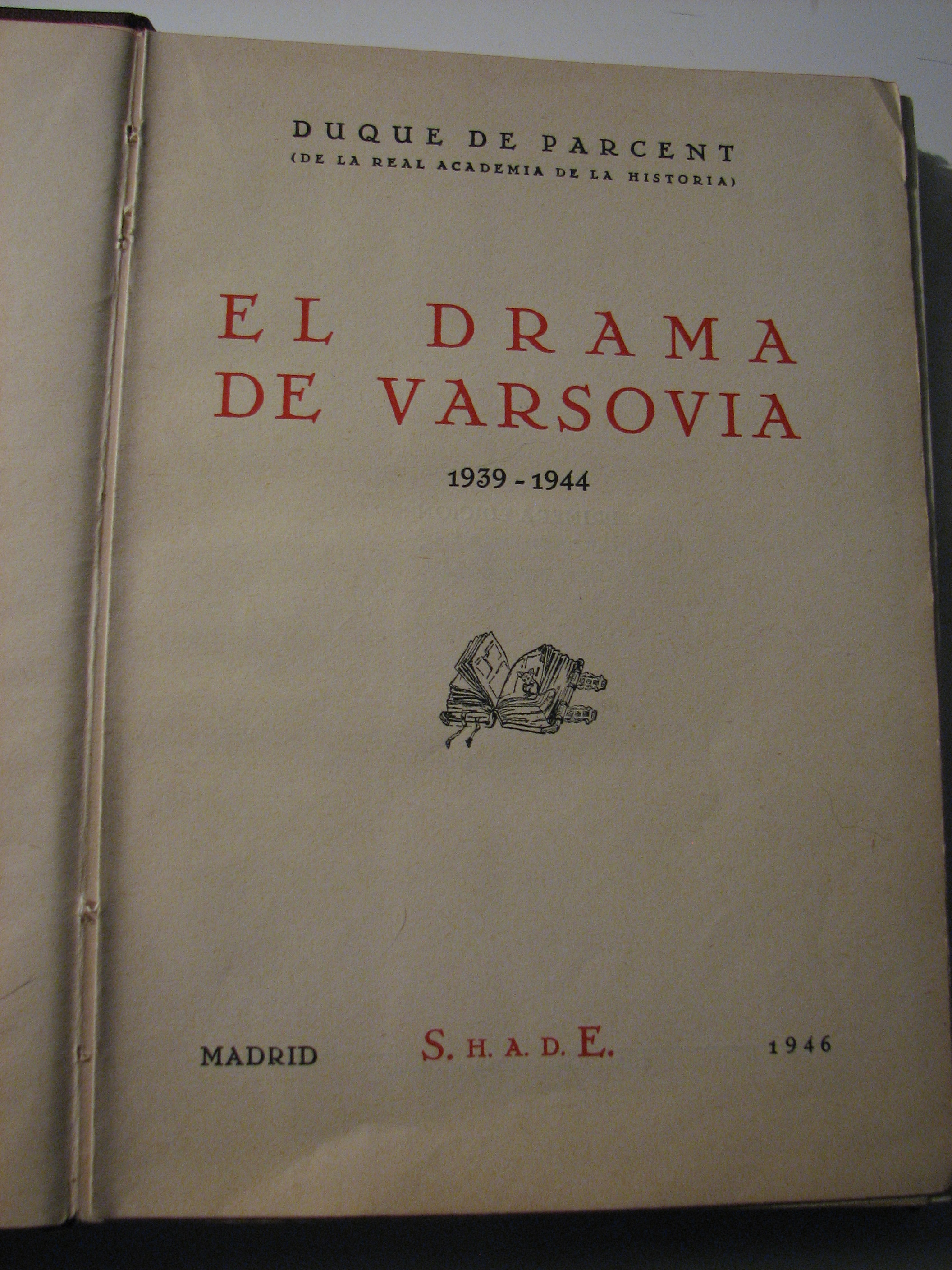
Strona tytułowa hiszpańskiego wydania Dramatu Warszawy (1946)

Casimiro Florencio Granzow de la Cerda, właśc. hiszp. Casimiro Florencio Granzow de la Cerda duque de Parcent (ur. 27 lipca 1895 w Kawęczynie koło Warszawy, zm. 6 września 1968 w Buenos Aires) – przedsiębiorca, publicysta, hiszpański dyplomata.

## Życiorys
Był synem Estanislao (Stanisława) Federico Granzowa i Marii del Pilar de la Cerda y Seco hrabiny de Villar. Jego dziadkiem był Kazimierz Granzow, warszawski budowniczy i przemysłowiec pochodzący ze spolonizowanej rodziny niemieckiej. II księciem Parcentu (duque de Parcent) został dziedzicząc tytuł po bracie dziadka ze strony  matki w roku 1937.
W Hiszpanii ukończył studia prawnicze (uniwersytety w Valladolid i Madrycie). Od ustanowienia w 1919 roku przedstawicielstwa dyplomatycznego Hiszpanii w Polsce był jego pracownikiem honorowym. W 1921 roku otrzymał obywatelstwo hiszpańskie. W 1924 roku  został mianowany konsulem honorowym przy Poselstwie Hiszpanii w Warszawie. Po proklamowaniu II Republiki złożył dymisję, a później wyjechał do Hiszpanii, aby wziąć udział w wojnie domowej po stronie frankistowskiej. Po upadku II Republiki i uznaniu przez Polskę nowego rządu hiszpańskiego, w sierpniu 1939 roku otrzymał ponowne mianowanie na stanowisko konsula honorowego w Warszawie. Podczas okupacji niemieckiej pozostał w Polsce, pełniąc funkcje miejscowego reprezentanta hiszpańskich interesów podlegającego ambasadzie w Berlinie. Współpracował w tym czasie z Polskim Czerwonym Krzyżem.
Z Warszawy wyjechał w lipcu 1944 roku, na kilka dni przed wybuchem powstania warszawskiego. Udał się przez Kraków do Pragi, a następnie do Berlina i Lozanny. Po wojnie zamieszkał w Ávili, a później wyjechał do Argentyny i Brazylii, gdzie prowadził działalność gospodarczą.
Został pochowany w grobie rodzinnym w Ávili.

## Działalność publicystyczna i raporty dyplomatyczne z okupowanej Warszawy
W latach 1919–1921 publikował w prasie hiszpańskiej artykuły poświęcone odradzającej się Polsce i sytuacji politycznej w regionie Europy Wschodniej. W 1919 roku wydał w Hiszpanii książkę poświęconą historii Polski zatytułowaną Polska, jej dawna chwała, jej męczeństwo i jej zmartwychwstanie.
Raporty Granzowa z okresu II wojny światowej, przedstawiające dramatyczną sytuację w okupowanej Polsce i nacechowane propolskim nastawieniem autora, przez ambasadę w Berlinie trafiały do Madrytu, a ich treść poprzez hiszpański MSZ docierała być może także do innych odbiorców, w  szczególności do Watykanu. Niektóre z nich zostały opublikowane w Polsce kilkadziesiąt lat po wojnie.
Wkrótce po zakończeniu wojny Granzow, posługując się jako autor tytułem księcia Parcentu, wydał opartą na swoich wojennych doświadczeniach książkę opisującą sytuację w okupowanej Warszawie i – szerzej – w Polsce. Wyszła ona równolegle w języku hiszpańskim w Madrycie, w marcu 1946 roku, i francuskim, kilka miesięcy później w Paryżu, pod tytułem Dramat Warszawy 1939–1944.  Jej polskie wydanie w przekładzie i opracowaniu naukowym Małgorzaty Nalewajko ukazało się w 2016 roku.

## Życie prywatne
W 1919 roku zawarł ślub z Maríą de la Gracia Chaguaceda y Peñarredonda, z którą miał syna Fernanda (1922–2014), III księcia Parcentu.

## Odznaczenia
Został odznaczony hiszpańskim Orderem Izabeli Katolickiej i Orderem Karola III oraz polskim Orderem Odrodzenia Polski.